# Landrethun-le-Nord
 Landrethun-le-Nord  es una población y comuna francesa, situada en la región de Norte-Paso de Calais, departamento de Paso de Calais, en el distrito de Boulogne-sur-Mer y cantón de Marquise.

## Historia
La zona fue bombardeada con intensidad por los aliados durante la Segunda Guerra Mundial. Entre 1943 y 1944 los alemanes habían construido en las proximidades la fortaleza de Mimoyecques donde tenían planificado colocar el cañón denominado V-3 que podría alcanzar con sus proyectiles la ciudad de Londres.

## Demografía
| 539 | 625 | 744 | 707 | 853 | 906 |
| Para los censos de 1962 a 1999 la población legal corresponde a la población sin duplicidades (Fuente: INSEE [Consultar]) |     |     |     |     |     |